# Łysa Góra (województwo podkarpackie)

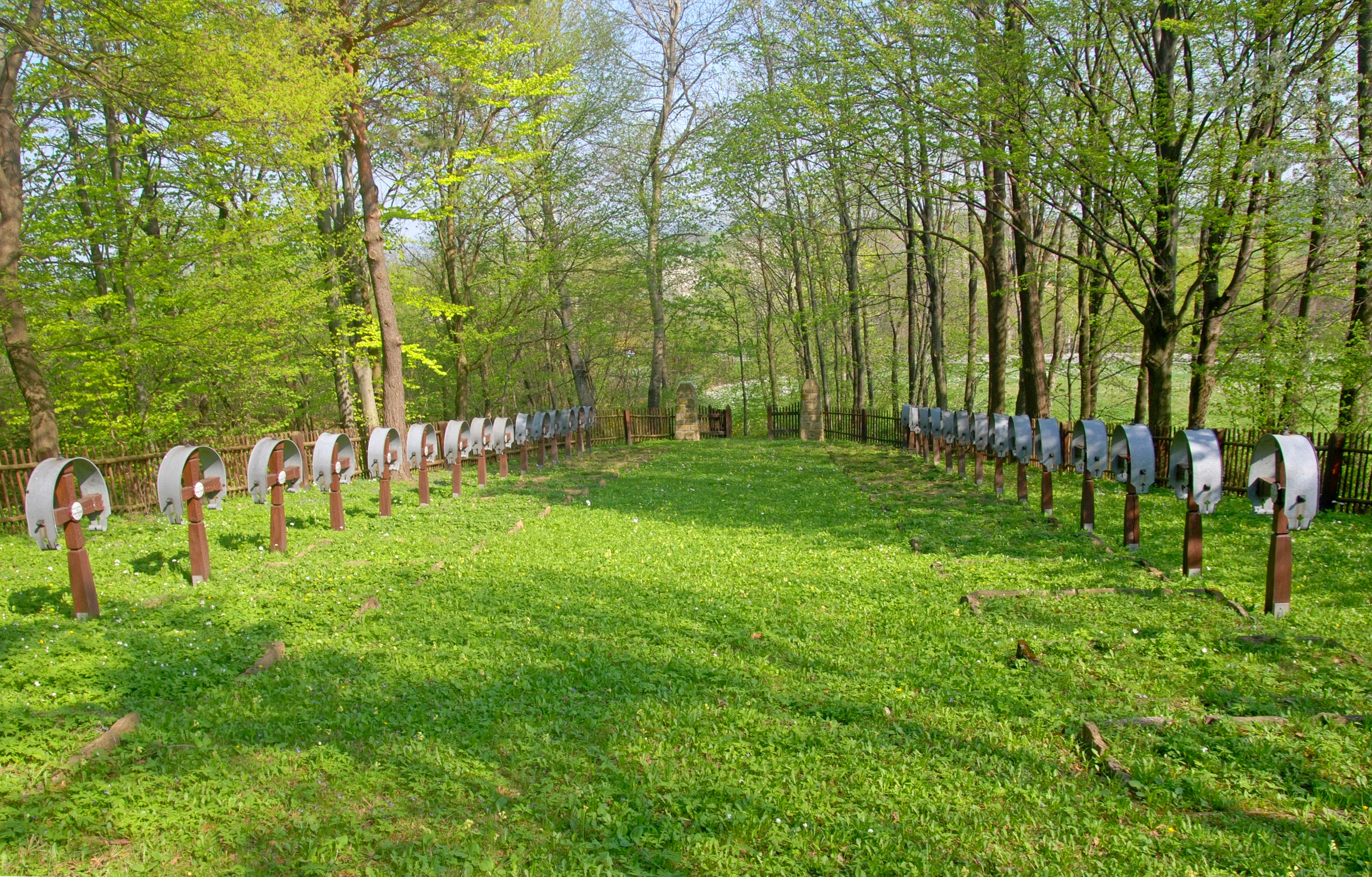
Cmentarz wojenny nr 9

Łysa Góra – wieś w Polsce położona w województwie podkarpackim w powiecie jasielskim w gminie Nowy Żmigród.
W latach 1975–1998 miejscowość administracyjnie należała do województwa krośnieńskiego.

## Części wsi
| SIMC    | Nazwa         | Rodzaj    |
| ------- | ------------- | --------- |
| 0357140 | Góry Drugie   | część wsi |
| 0357156 | Góry Pierwsze | część wsi |
| 0357162 | Góry Trzecie  | część wsi |

We wsi zachowało się część starych chat, jednak współcześnie przeważa tu nowa zabudowa. W miejscowości znajdują się: dom ludowy, siedziba Ochotniczej Straży Pożarnej, szkoła podstawowa, kościół oraz cmentarz.
Nazwa wsi wzięła się od miana znajdującego się na południowy zachód od niej wzniesienia. Określenie "Łysa Góra" oznacza niezalesioną, porośniętą trawą górę.

## Położenie
Miejscowość znajduje się w odległości 4,5 kilometra od Nowego Żmigrodu oraz 8 kilometrów od Dukli. Osada znajduje się przy drodze i na północ od niej pomiędzy tymi dwoma miejscowościami. Dojechać do niej można również drogą lokalną ze Starego Żmigrodu (2 kilometry). Od strony południowej nad wsią wznoszą się wzniesienia Łysej Góry, z odsłoniętą widokową kulminacją, i Polany (651 m). Na wschód od zabudowy górnej części wsi znajduje się widokowe wzniesienie (527 m). Miejscowość leży na wysokości 420-641 metrów n.p.m. Przepływa przez nią potok Niegłoszcz.

## Historia
Łysa Góra istniała prawdopodobnie już w XIV wieku, chociaż najstarszy dokument wymieniający jej nazwę pochodzi z 1490 roku. Wieś, będąca własnością Bogoriów, Wojszyków, Stadnickich, dzieliła w swej historii losy dóbr tych rodów. Z rejestrów podatkowych wynika, że w 1581 stanowiła własność lub była we władaniu Tarnowskich.
Łysa Góra często była niszczona podczas napadów zbójeckich, podobnie jak sąsiedni Stary Żmigród. Przez lata beskidnicy zrabowali we wsi ponad 120 sztuk bydła i koni. Duże ciężary osada ponosiła też w czasie działalności konfederancji barskiej, a także podczas zaborów. U schyłku XIX wieku zamieszkana była przez 703 osoby.
W czasie pierwszej wojny światowej, pomiędzy grudniem 1914 a majem 1915, miały tu miejsce walki między wojskami rosyjskimi a niemieckimi. Poległych żołnierzy pochowano na cmentarzu założonym w południowo-wschodniej części wsi, po prawej stronie drogi Nowy Żmigród-Dukla. W 33 grobach i jednej mogile zbiorowej spoczywają Niemcy, Austriacy i Rosjanie. Cmentarz został zaprojektowany przez Dušana Jurkoviča.
Podczas drugiej wojny światowej Łysa Góra znalazła się na linii krwawych walk we wrześniu 1944 roku, podczas tzw. "Operacji dukielsko-preszowskiej". Mieszkańcy wsi zostali wtedy wysiedleni. Wycofujący się pod naporem Rosjan Niemcy podpalili większość znajdujących się w Łysej Górze domów oraz szkołę.

## Oświata
Przed 1930 dzieci w wieku szkolnym z Łysej Góry uczęszczały do szkół w Starym lub Nowym Żmigrodzie. Starania o utworzenie szkoły podstawowej czynił jeden z mieszkańców wsi, Jakub Książkiewicz, który udostępnił część swojego domu na potrzeby prowadzenia lekcji. Jedynym nauczycielem był Ignacy Jaromek, który jednocześnie został pierwszym dyrektorem nowej placówki. W 1931 zawiązano Komitet Budowy Szkoły. W roku szkolnym 1934/1935 do trzyklasowej szkoły uczęszczało 127 uczniów i wynajęty do prowadzenia 3-salowy lokal już nie wystarczał. Komitet wykupił zatem działkę pod budowę i rozpoczął prace. Aby zredukować koszty, mieszkańcy wsi sami założyli cegielnię i uczestniczyli w budowie, która rozpoczęła się w 1936, by zakończyć się w 1938. Nowy budynek miał dwie sale lekcyjne, duży korytarz oraz przedsionek. Znalazło się w nim także trzypokojowe mieszkanie z kuchnią, które zajął Władysław Leś z żoną, oboje nauczyciele. Mimo wybuchu drugiej wojny światowej nauka w szkole była kontynuowana - w roku szkolnym 1939/1940 rozpoczęło ją 135 uczniów. Jawne nauczanie miało przebieg zgodny z zaleceniami władz okupacyjnych, jednak Lesiowie prowadzili także akcję tajnego nauczania we współpracy z Władysławem Kasprzykiem, dyrektorem Szkoły Podstawowej w Nowym Żmigrodzie i jednocześnie przewodniczącym tajnej Gminnej Komisji Oświaty i Kultury, oraz również prowadzącym tajne nauczanie Feliksem Drozdowiczem z Nowego Żmigrodu. Nauczanie trwało do 1944, kiedy mieszkańcy wsi zostali wysiedleni. Szkoła w Łysej Górze ucierpiała do tego stopnia, że po ustaniu działań wojennych żaden nauczyciel nie chciał podjąć się w niej nauczania.
W 1945 jej dyrektorką została Felicja Jach, która podjęła się wysiłku odbudowy szkoły i zorganizowania nauczania. Na stanowisku zmienił ją w roku szkolnym 1950/1951 Jan Foryś, który jednak wkrótce ze względu na stan zdrowia został przeniesiony, natomiast jego miejsce zajął Tadeusz Kopera, który piastował stanowisko do 1959. Zawiązał się wtedy Komitet Rozbudowy Szkoły w odpowiedzi na hasło Władysława Gomułki "Tysiąc szkół na Tysiąclecie Państwa Polskiego". Rozbudowę, w którą znów zaangażowali się mieszkańcy wsi, nadzorował nowy dyrektor, Wojciech Furman. W 1968 została oddana nowa część budynku. Gmach liczył siedem sal lekcyjnych, wyposażoną w pomoce naukowe pracownię techniczną oraz bibliotekę. Rozbudowany w ten sposób budynek jest siedzibą szkoły do dziś.

## Kościół
Większość mieszkańców wsi należy do Kościoła katolickiego. W administracji kościelnej Łysa Góra od początku istnienia aż do czasów współczesnych należy do Parafii św. Katarzyny w Starym Żmigrodzie, która współcześnie znajduje się w dekanacie Nowy Żmigród na terenie Diecezji rzeszowskiej. We wsi znajduje się wybudowany wysiłkiem lokalnej społeczności kościół filialny pod wezwaniem świętego Floriana. Odpust odbywa się w nim 4 maja.

## Klimat
| Miesiąc                          | Sty  | Lut  | Mar | Kwi  | Maj  | Cze | Lip  | Sie  | Wrz  | Paź  | Lis  | Gru  | Roczna |
| -------------------------------- | ---- | ---- | --- | ---- | ---- | --- | ---- | ---- | ---- | ---- | ---- | ---- | ------ |
| Średnie temperatury w dzień [°C] | -1   | 1    | 6   | 12   | 17   | 20  | 22   | 22   | 18   | 12   | 6    | 2    | 11     |
| Średnie temperatury w nocy [°C]  | -5   | -4   | 0   | 4    | 9    | 12  | 13   | 13   | 10   | 6    | 1    | -2   | 4      |
| Opady [mm]                       | 30.5 | 30.5 | 33  | 45.7 | 71.1 | 94  | 96.5 | 76.2 | 55.9 | 43.2 | 40.6 | 43.2 | 662,9  |
| Źródło: Weatherbase 17.12.2008   |      |      |     |      |      |     |      |      |      |      |      |      |        |

Średnia roczna temperatura wynosi tutaj około 6 °C, średnia temperatura w lipcu wynosi około +17,0 °C, a w styczniu -5,0 °C. Średnia suma opadów w skali roku nie przekracza 900 milimetrów. Zimą pokrywa śnieżna, która średnio ma grubość ok. 15 cm, utrzymuje się ok. 120 dni. Wiosną, zimą i jesienią wieją tu południowe, silne, suche i ciepłe  wiatry fenowe, tzw. dukielskie lub rymanowskie, które powodują częste zmiany pogody.

## Atrakcje turystyczne
Na terenie i w okolicy wsi znajdują się:
- Wilcza Kapliczka - powstała w lesie na dawnym szlaku handlowym w miejscu, w którym według lokalnej legendy znaleziono rozszarpane przez wilki ciało kupca[8];
- kapliczki z XVIII i XIX wieku;
- cmentarz wojenny nr 9;
- rezerwat przyrody Łysa Góra (z największym cisem pospolitym w województwie podkarpackim o obwodzie pnia na pierśnicy wynoszącym 170 cm, wpisanym do rejestru pomników przyrody);
- Magurski Park Narodowy.

### Piesze szlaki turystyczne
- Kamień (714 m n.p.m.) – Kąty – Grzywacka Góra (567 m n.p.m.) – Łysa Góra (641 m n.p.m.) – Polana (651 m n.p.m.) – Chyrowa – Pustelnia Św. Jana z Dukli (Główny Szlak Beskidzki)